# Cephalocera brachycera
Cephalocera brachycera är en tvåvingeart som beskrevs av Mario Bezzi 1924. Cephalocera brachycera ingår i släktet Cephalocera och familjen Mydidae. Inga underarter finns listade i Catalogue of Life.